# Craig Thomas (scenarzysta)
Craig David Thomas (ur. 26 czerwca 1971 w St. Cloud) – amerykański scenarzysta telewizyjny, wraz ze scenarzystą Carterem Baysem stworzyli między innymi epizody telewizyjnych produkcji: American Dad!, Oliver Beene, Quintuplets oraz hit CBS sitcom How I Met Your Mother (Jak poznałem waszą matkę), na potrzeby którego w latach 2005-2009 napisali scenariusze do 72 odcinków serialu.
Craig jest absolwentem Wesleyan University w 1997 roku.

## How I Met Your Mother
- Jak poznałem waszą matkę
- Lista odcinków serialu Jak poznałem waszą matkę